# Kościół św. Stanisława Biskupa i Męczennika w Rzymie
Kościół św. Stanisława Biskupa i Męczennika w Rzymie (wł. Chiesa di San Stanislao V.M.) – rzymskokatolicki kościół znajdujący się w diecezji rzymskiej, w wikariacie generalnym Rzymu, przy via delle Botteghe Oscure w Rzymie. Jest to jeden z rzymskich kościołów narodowych, którym opiekują się Polacy.

## Historia

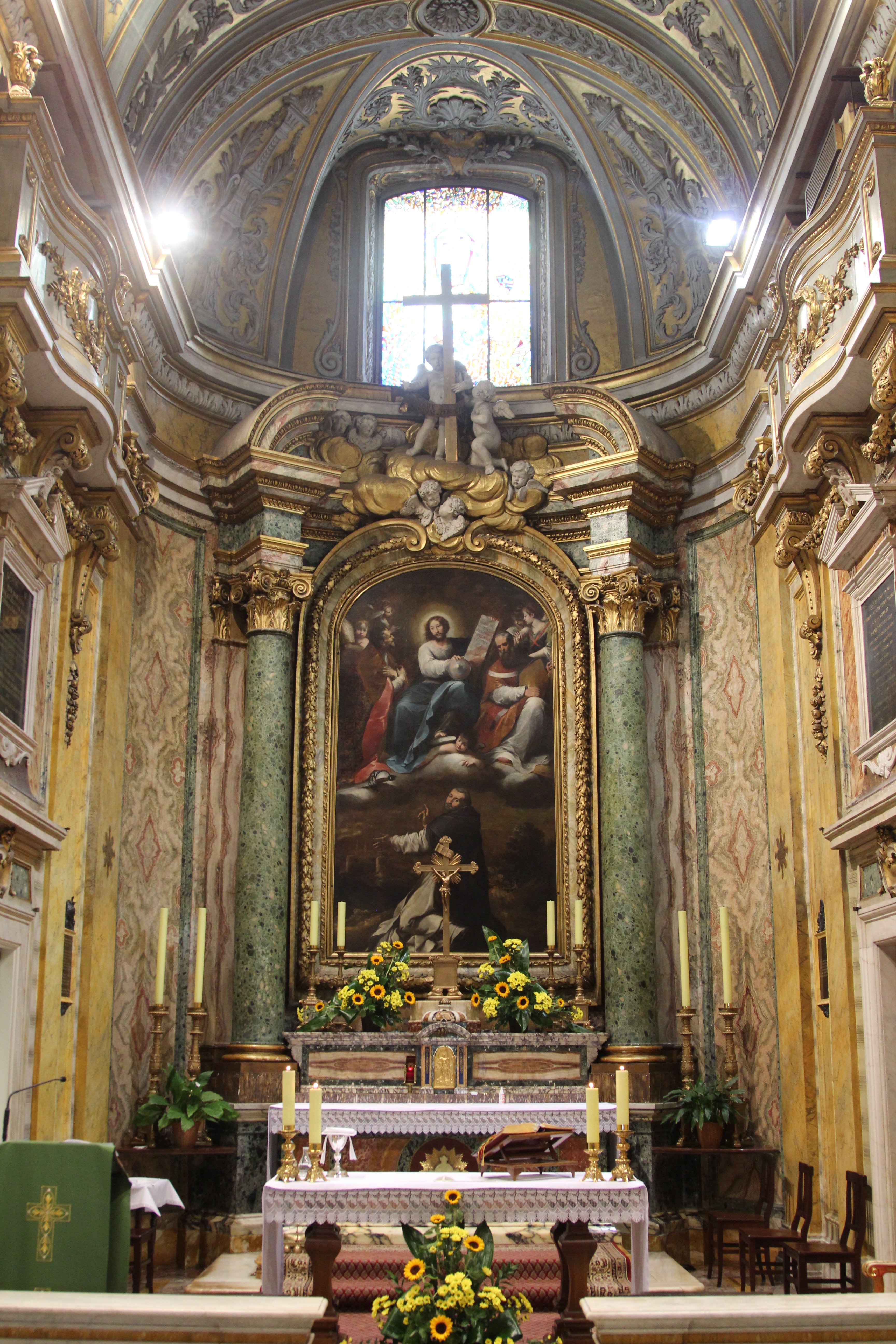
Ołtarz główny (2020)

Inicjatorem powstania polskiego kościoła w Rzymie był kard. Stanisław Hozjusz, który podczas Roku Jubileuszowego 1575 zauważył, że Polacy, w odróżnieniu od innych narodów mających swoje placówki duszpasterskie w Wiecznym Mieście, nie mają miejsca, w którym mogliby znaleźć wsparcie. Na prośbę kard. Hozjusza papież Grzegorz XIII przeznaczył na polski kościół świątynię pw. S. Salvatore dei Pensili, zbudowaną na fundamentach rzymskiego teatru prawdopodobnie w IV w. Został on przejęty przez kard. Hozjusza 6 grudnia 1578, po czym rozpoczęto jego remont. Kościół ten był w złym stanie i odbudowa była prowadzona prawie od fundamentów. Fundusze na odbudowę przeznaczyli królowie Polski Anna Jagiellonka i Stefan Batory oraz rody magnackie. Po śmierci kard. Hozjusza dzieło dokończył jego sekretarz ks. inf. Stanisław Reszka. Odbudowaną świątynię konsekrował w 1591 biskup krakowski kard. Jerzy Radziwiłł. Przy kościele powstało hospicjum wspierające polskich pielgrzymów i studentów.
Obecny wygląd kościół uzyskał po przebudowie w 1757, a współczesny wystrój świątyni pochodzi z czasów panowania Stanisława Augusta Poniatowskiego (którego herb Ciołek umieszczony jest nad prezbiterium). Do 1764 roku rektorem kościoła był ks. Adam Łętowski, późniejszy kanonik krakowski i bobowski, syn Stanisława Łętowskiego – podwojewodziego krakowskiego.
Trudne czasy dla kościoła nadeszły po rozbiorach Polski. Napoleon Bonaparte po zajęciu Rzymu wyrzucił mieszkańców hospicjum, kwaterując w nim wojsko. Po kongresie wiedeńskim budynki przejął car Rosji (jako król Polski). Kościół został zamieniony na cerkiew prawosławną, a hospicjum stało się rosyjskie (Ospizio Imperiale di S. Stanislao per Pellegrini della Nazione Russa). Większość wartościowych przedmiotów należących do kościoła zostało sprzedane przez Rosjan.
W 1920 dzięki staraniom biskupa krakowskiego Adama Stefana Sapiehy Polacy odzyskali kościół, który był ówcześnie zrujnowany. Remont świątyni trwał wiele lat, z przerwą w czasie II wojny światowej. Zakończono go dopiero na obchody czterechsetlecia konsekracji w 1991. Obecnie kościół wraz z hospicjum są centralnym miejscem duszpasterstwa polskiego w Rzymie.
Kościół był odwiedzany przez papieży, którzy modlili się o zwycięstwo wojsk polskich, głównie w walcie z Turkami i odprawiali nabożeństwa dziękczynne po zwycięstwach. Wśród nich byli Aleksander VII (w 1657 i 1661), Klemens X (w 1672) i Innocenty XI (w 1683), a w czasach współczesnych Jan Paweł II (jako papież w 1979, 1992 i 2000) i Franciszek (w 2014).

## Duchowieństwo
Rektorzy i duszpasterze Polaków działający przy kościele:
- ks. Józef Florczak (okres międzywojenny)
- ks. prał. Stanisław Janasik (okres międzywojenny)[1]
- abp Józef Gawlina (1947–1953)
- ks. Władysław Rubin (1953–1958)
- ks. Szczepan Wesoły (1958–1959)
- ks. Mieczysław Kowalczyk TChr (1959–1970)
- ks. Marian Burniak TChr (1970–2003)
- ks. Grzegorz Ryngwelski TChr (2003–2007)
- ks. Paweł Ptasznik (od 2007)[2]

Od końca lat 40. XX w. przy kościele pracują księża Towarzystwa Chrystusowego dla Polonii Zagranicznej. Pierwszymi chrystusowcami przy kościele byli więźniowie Dachau ks. Walery Przekop i ks. Franciszek Okroy. W latach 1959–2007 zgromadzenie kierowało tą placówką duszpasterską.
Przy kościele służą również siostry sercanki.